# David (Michelangelo)
David je renesanční sochařské dílo Michelangela Buonarrotiho z let 1501–1504. Znázorňuje biblického Davida těsně před soubojem s Goliášem; Michelangelo dokonale znázornil proporce lidského těla a v současné době je toto dílo označováno jako jedno z nejlepších sochařských vyobrazení mužského těla v renesančním stylu.
Socha je vyhotovena z mramoru a váží přibližně 6 tun.

## Historie

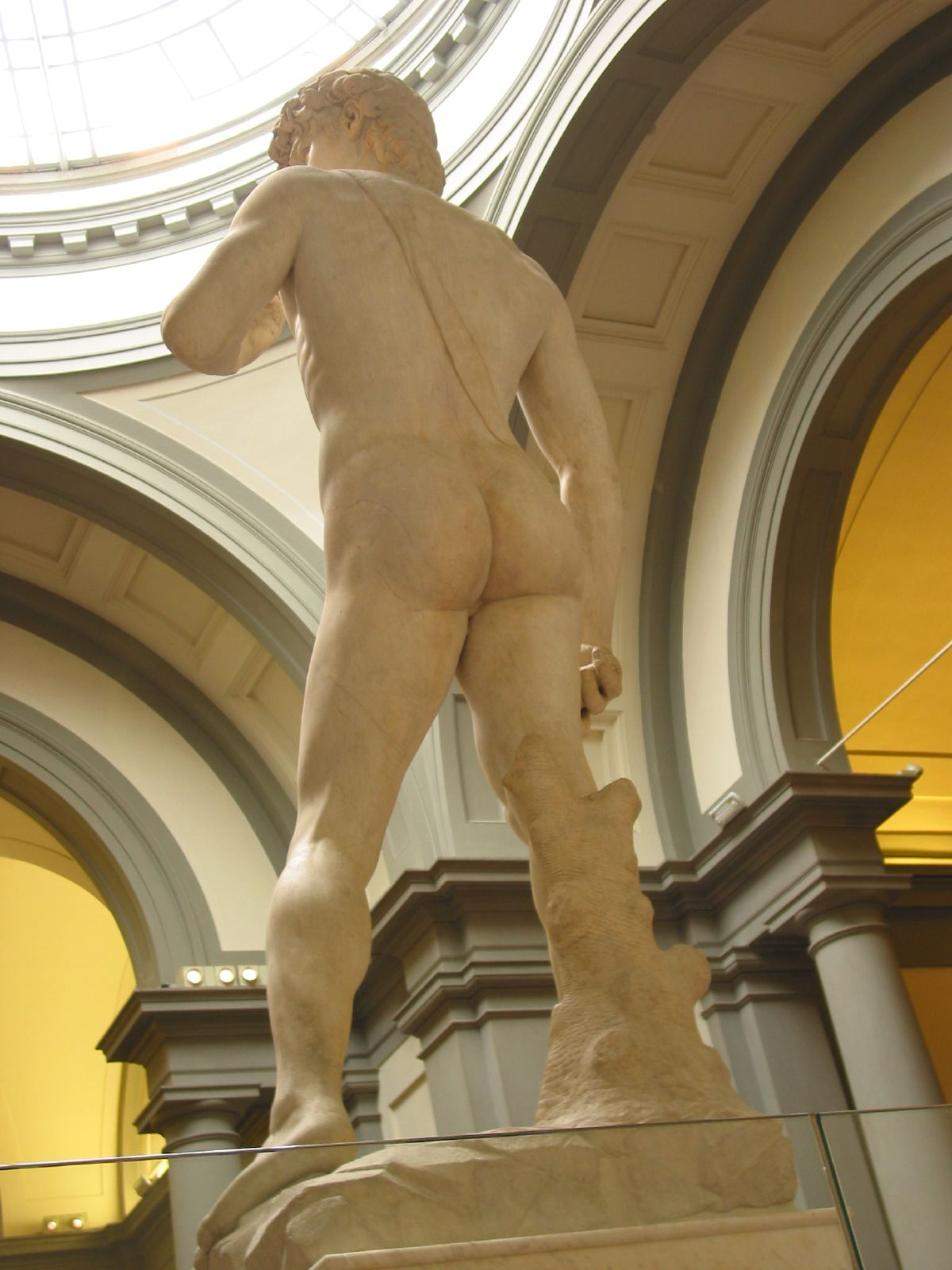
Pohled zezadu

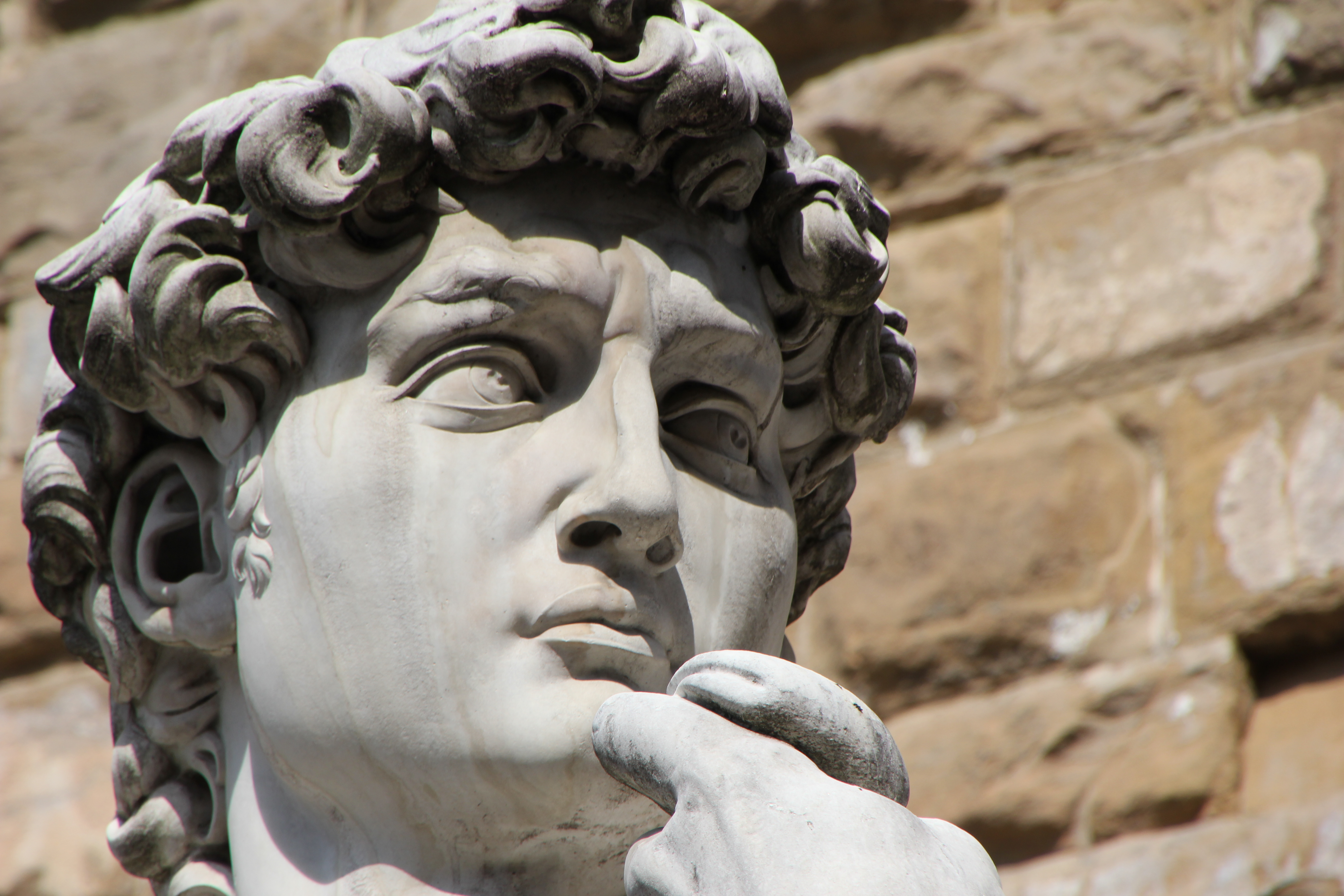
Hlava

Dílo bylo objednáno florentskou Signorií smlouvou z 16. srpna 1501, Michelangelo na něm začal pracovat 13. září téhož roku. Po dokončení byla socha umístěna nejprve u vchodu do Palazza Vecchio, florentské radnice; v současné době je originál umístěn v místní Akademii. K výběru místa byla dne 25. ledna 1504 svolána komise, jejímiž členy byli také například Andrea della Robbia, Sandro Botticelli nebo Leonardo da Vinci.
Michelangelo za sochu Davida údajně dostal 900 zlatých dukátů, což prý bylo víc, než vydělal za celý svůj život jeho současník Leonardo da Vinci.[zdroj?]

## Inspirace
V české literatuře tvoří příběh tvorby Davida část románu Karla Schulze Kámen a bolest.